# Pidhorodne
Pidhoródne (ukrainsk: Підгоро́дне, tr. Pidhoródne, ukrainsk udtale: [pidɦoˈrɔdne]  ( hør); russisk: Подгоро́дное, tr. Podgoródnoje) er en by i i Ukraine. Byen har 19.138 (2022) indbyggere.
Den er sæde for administrationen af Pidhorodne byhromada, en af Ukraines hromadaer, i Dnipro rajon i Dnipropetrovsk oblast (provins).